# Leia nepalensis
Leia nepalensis är en tvåvingeart som beskrevs av Eberhard Plassmann 1977. Leia nepalensis ingår i släktet Leia och familjen svampmyggor.
Artens utbredningsområde är Nepal. Inga underarter finns listade i Catalogue of Life.